# Chris Ferguson (pokerzysta)
Christopher Philip Ferguson (ur. 11 kwietnia 1963 w Los Angeles) – amerykański profesjonalny pokerzysta.
Zdobył 5 bransolet WSOP za wygrane turnieje, w tym wygrywając w 2000 WSOP Main Event (Texas Hold’em). Ponadto w 2008 wygrał National Heads-Up Poker Championship (Texas Hold’em).
Studiował na UCLA, gdzie w 1999 uzyskał doktorat z informatyki (jego promotorem był Leonard Kleinrock). We WSOP Main Event 2000 pokonał T.J. Cloutiera i otrzymał za zwycięstwo nagrodę w wysokości 1,5 miliona dolarów. W finale National Heads-Up Poker Championship 2008 pokonał Andy’ego Blocha. Ponadto dwukrotnie dochodził do finału tych rozgrywek: w 2005 przegrał z Philem Hellmuthem, zaś w 2006 z Tedem Forrestem. Dwie bransolety zdobył w turniejach odmiany Omaha High-Low, a jedną w turnieju pokera siedmiokartowego. Trzykrotnie wygrywał turnieje WSOP Circuit: dwa w 2005 i jeden w 2007.